# Obock
Obock és una petita ciutat de Djibouti, a la costa nord del golf de Tadjourah (part del golf d'Aden). La seva població és d'uns deu mil habitants amb majoria d'afars. El 1977, amb la independència de Djibouti, Obok va ser capital d'un subdistricte del districte de Tadjoura (des del 2002 Tadjourah). Vers el 1981 va esdevenir capital d'un districte separat i el 7 de juliol de 2002 capital de la regió d'Obock (amb els mateixos límits que l'anterior districte) amb una superfície de 5.700 km² i una població dun 15.000 habitant.

## Història
El port d'Obock fou comprat el 1857 al sultà de Tadjoura pel cònsol francès a Aden i els francesos hi van ser fins al 1859; l'acord fou confirmat l'11 de març de 1862. Després de l'obertura del canal de Suez el lloc va tenir certa importància com a base pel carbó pels vaixells francesos, que mancant aquest port s'havien de proveir a Aden, sota control britànic. L'àrea fou efectivament ocupada el 29 de desembre de 1883 (el 1884 es va establir el protectorat sobre el sultanat de Tadjoura) i el 1885 tenia 800 habitants. Com que el port era més exposat als vents que el del costat sud del golf, a Djibouti, l'administració fou traslladada a aquest lloc després de 1891 i definitivament el 1894, i la població es va reduir.
El 5 de setembre de 1887 es va organitzar el govern regular de la colònia francesa d'Obock, que després del 1894 va agafar el nom de Djibouti per la nova capital, i el 20 de maig de 1896 el de Côte Française des Somalis (Costa Francesa dels Somalis).